# Xã Claremont, Quận Dodge, Minnesota
Xã Claremont (tiếng Anh: Claremont Township) là một xã thuộc quận Dodge, tiểu bang Minnesota, Hoa Kỳ. Năm 2010, dân số của xã này là 461 người.